# اسکار اولسن
اسکار اولسن (انگلیسی: Oskar Olsen; ۱۷ اکتبر ۱۸۹۷ – ۲۸ دسامبر ۱۹۵۶) اسکیت‌باز سرعت اهل نروژ بود.